# Villa Camembert
La villa del Dr. B. (en árabe: فيلا الدكتور ب‎), comúnmente conocida como Villa Camembert o Villa Ronde, es una villa privada ubicada en el distrito de Anfa de Casablanca, Marruecos. Fue diseñada por el arquitecto alemán Wolfgang Ewerth y terminada en 1962 (o 1965, según otras fuentes), en respuesta a una petición de Mehdi Benkirane.
El edificio debe su nombre a su forma redonda y su parecido con el queso camembert. Tiene un salón de recepción tradicional marroquí en el primer piso, aunque tiene forma redonda. El segundo piso tiene grandes ventanales con vista al mar y al jardín.
Años después de la muerte del diplomático Mehdi Benkirane y su esposa, sus hijos decidieron vender su casa. El príncipe Moulay Ismail compró la villa y abrió allí una galería de arte. Durante eventos especiales, esta galería se encuentra abierta al público. 

## Galería

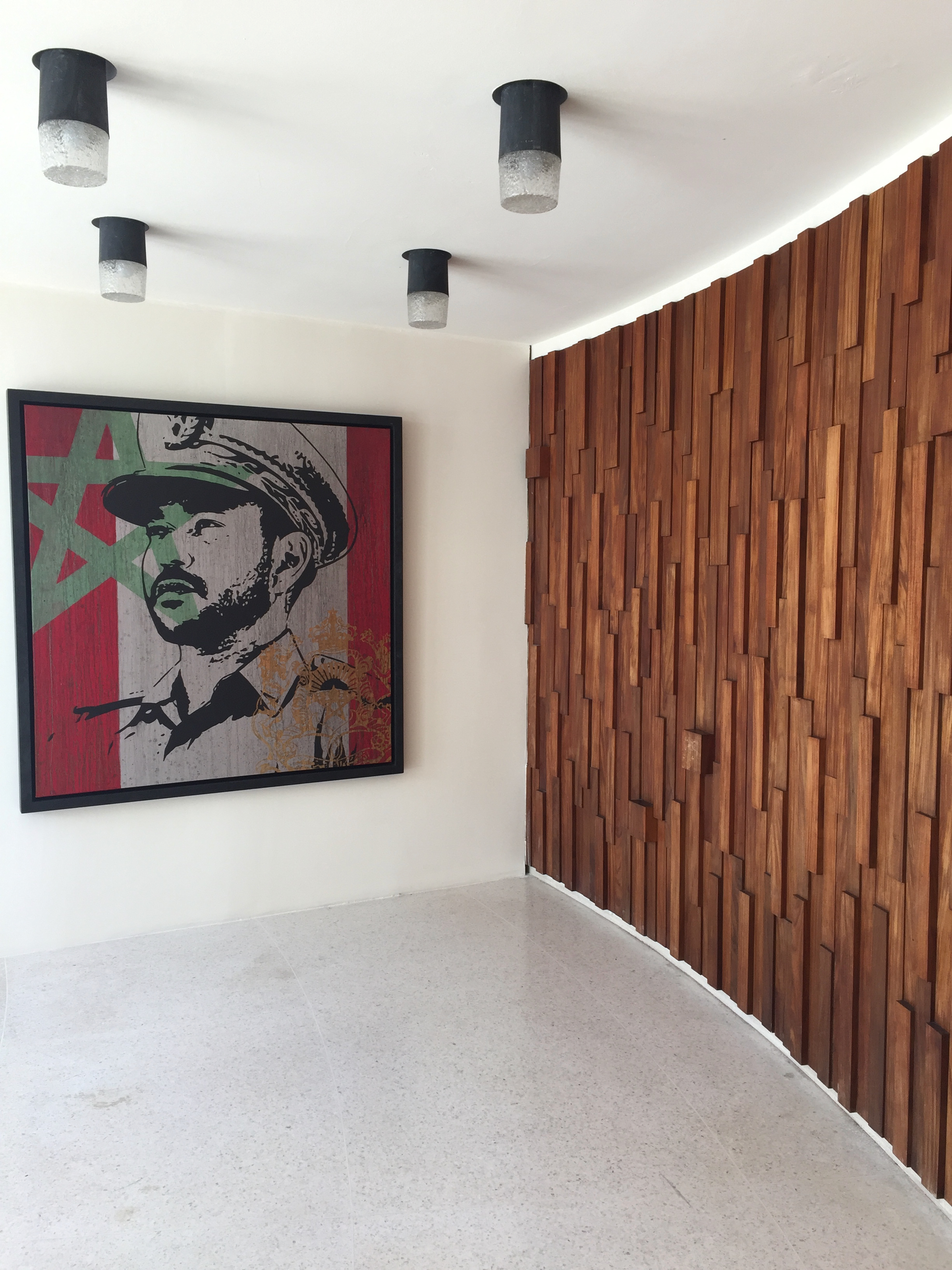
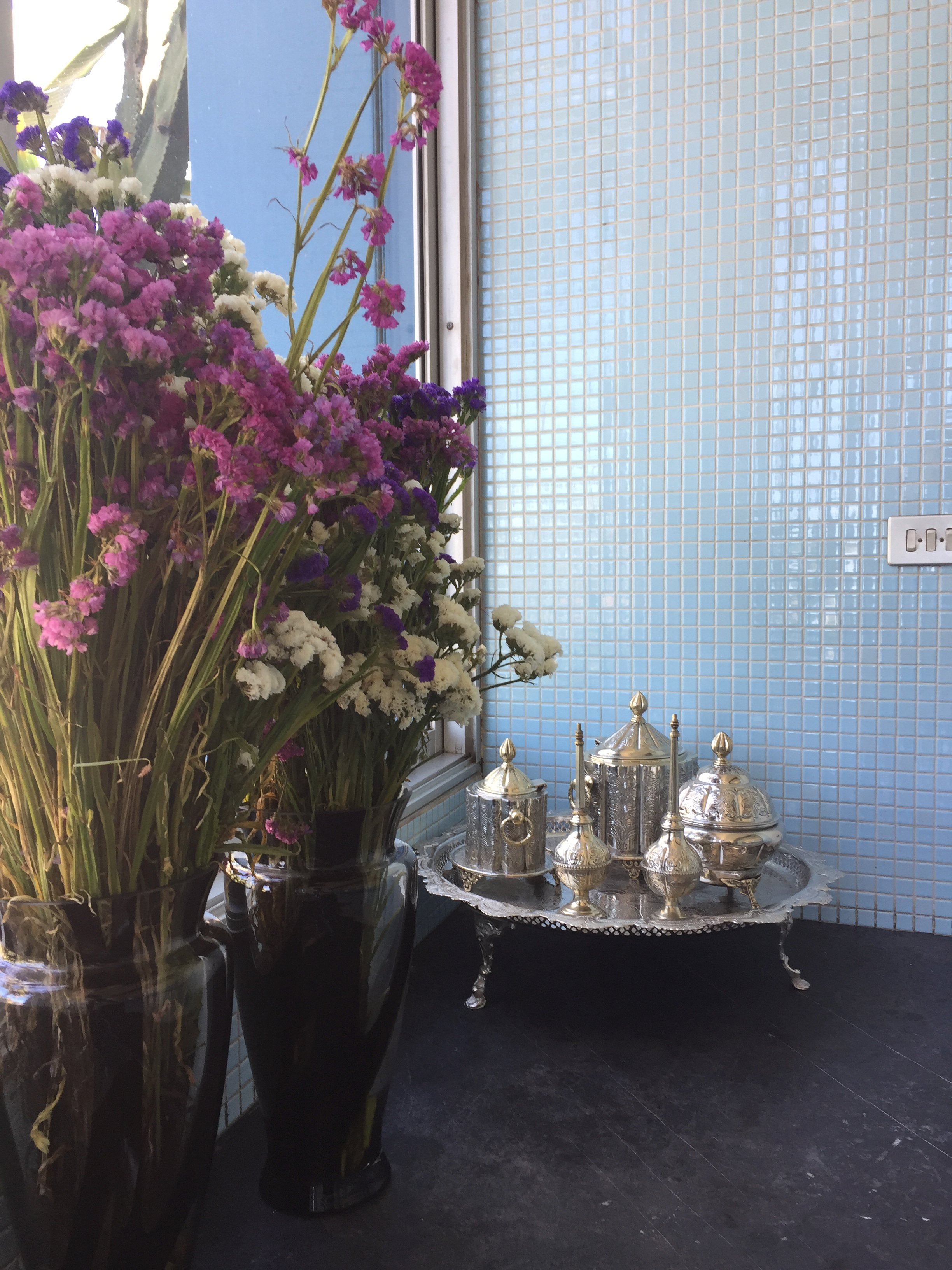
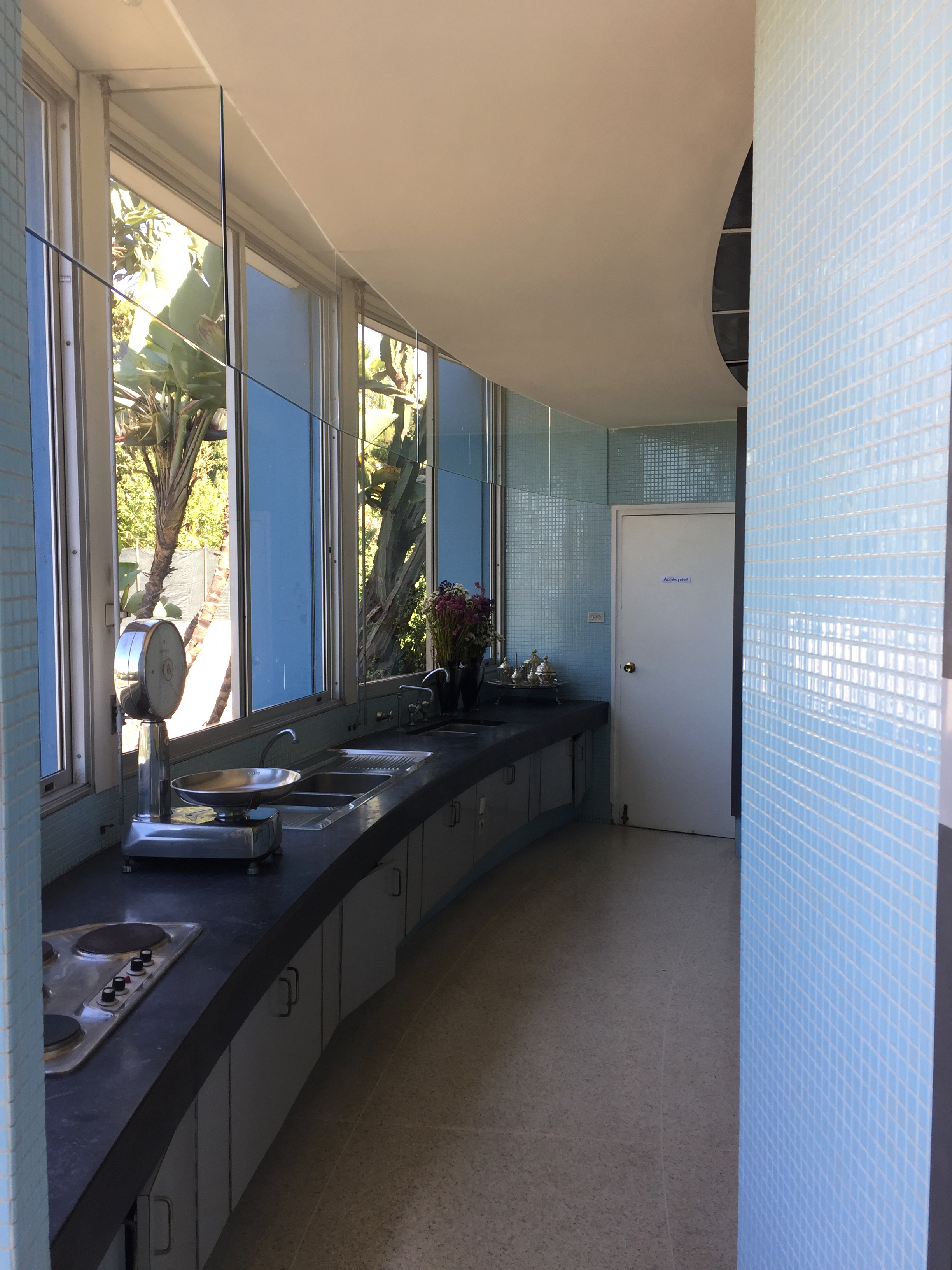
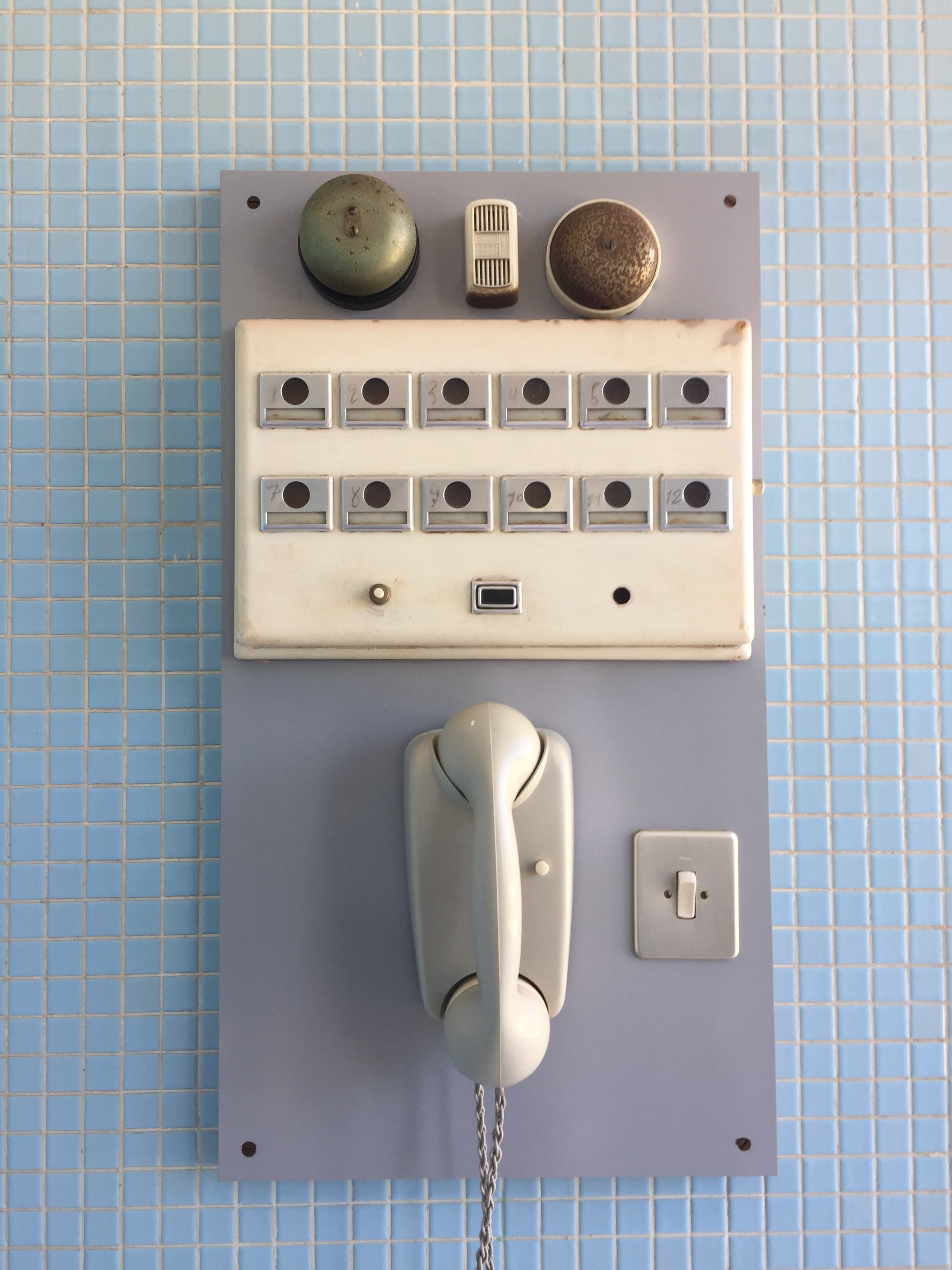